# Psomophis genimaculatus
Psomophis genimaculatus är en ormart som beskrevs av Boettger 1885. Psomophis genimaculatus ingår i släktet Psomophis och familjen snokar. Inga underarter finns listade i Catalogue of Life.
Denna orm förekommer i västra Brasilien, västra Paraguay, Bolivia och norra Argentina. Habitatet utgörs av det torra savannlandskapet Gran Chaco. Psomophis genimaculatus äter främst grodor och ödlor. Honor lägger ägg.
Beståndet hotas regionalt av trädfällningar. Hela populationen anses vara stabil. IUCN listar arten som livskraftig (LC).